# Philippe-André Grandidier
Pour les articles homonymes, voir Grandidier.
Philippe-André Grandidier, né à Strasbourg le 29 novembre 1752 et mort le 11 octobre 1787, est un bénédictin, historien et archéologue français. Il est l'auteur de plusieurs ouvrages parus entre 1776 et 1787. Il fut le protégé du cardinal de Rohan.

## Biographie

### Sa jeunesse et son parcours
Philippe-André Grandidier, fils d'Antoine Grandidier (1715-1780), naquit à Strasbourg le 29 novembre 1752 : il faisait partie de la famille de Jean Ruyr, l'auteur des Sainctes antiquitez de la Vosge, dont la sœur avait épousé un Grandidier. Il se fit remarquer dès son jeune âge par ses talents et son zèle infatigable. À dix ans, il avait composé un traité de mythologie et une histoire abrégée de la République romaine. À quatorze ans il entra au séminaire, et, protégé par le cardinal de Rohan, devint à dix-neuf ans archiviste de l'évêché, puis chanoine du grand chœur, et historiographe de France à 35 ans. Le jeune savant fouilla toutes les archives et dressa une histoire de l'Alsace, dans laquelle tous les faits tournent autour de la personne de l'évêque de Strasbourg comme point central de ses recherches.

### Un historien
De 1776 à 1778, il publie deux volumes in 4° de L'Histoire de l'Église et des princes-évêques de Strasbourg dont l'auteur nous conduit jusqu'au Xe siècle. Cet ouvrage fut accueilli très favorablement par l'ensemble des érudits. Cette histoire de l'église de Strasbourg devait comporter 8 volumes, mais il n'a pu terminer cette œuvre en raison de son décès prématuré. Il accompagna le cardinal Rohan dans tous ses déplacements et en profita pour visiter les archives de l'étranger. Le pape Pie VI se disait admiratif du travail accompli par Grandidier en l'encourageant à poursuivre son travail pour le bien de l'église. Il fut en son temps l'objet de nombreuses critiques, certains lui reprochant de ne pas prendre assez de recul par rapport à sa hiérarchie, de ne point respecter suffisamment la tradition. La foi du prêtre fut même suspectée, son existence empoisonnée. L'abbé Grandidier tomba en défaveur sous le successeur du cardinal Constantin de Rohan et se vit contraint de renoncer à son histoire, dont le troisième volume était préparé. En 1782, il publia un Essai historique et topographique de la cathédrale de Strasbourg, contenant l'histoire spéciale de l'église et la description détaillée du monument. Cette seconde partie n'est plus à la hauteur de la science moderne, le sens de l'architecture du Moyen Âge étant trop faiblement développé à l'époque où écrivait Grandidier. En corrélation avec les brimades qu'il dut subir, on fera remarquer qu'une lecture attentive de cet ouvrage révèle une information importante : en effet, la dernière partie du livre est un panégyrique franc-maçon, ce qui paraît curieux pour un ecclésiastique, surtout en 1782. Les pages concernées ne recèlent pas d'anticléricalisme, mais signalent que les splendeurs de la cathédrale de Strasbourg sont dues au travail des frères maçons qui y ont travaillé. D'autre part, certaines clés restées obscures gisent certainement dans les chansons parodiques citées. En 1787, Grandidier fit paraître le premier volume de L'histoire ecclésiastique, civile et militaire de la Province d'Alsace, qu'il dédia au roi Louis XVI. Malheureusement, il s'arrête avec le VIe siècle, de sorte que nous ne possédons de l'historien que des fragments. En 1787, ses nombreux amis à Paris le couronneront historiographe de France pour la province Alsace. Il fut l'ami de nombreux écrivains dont La Sauvagerie et Seignette. Le père A.M.P. Ingold a poursuivi son travail en publiant son œuvre inachevé puisé dans les archives, en 5 volumes sous le titre Nouvelles œuvres inédites : les correspondants de Grandidier en 1897-1900 dont certaines feuilles ont paru dans la Revue d'Alsace.

### Son décès
Le chagrin avait rongé l'âme de Grandidier, l'excès de travail avait ébranlé  et brisé ses forces. Il tomba malade d'une fièvre inflammatoire en compulsant les archives de l'abbaye de Lucelle. Les derniers moments du jeune savant furent ceux d'un vrai chrétien; il rassurait et consolait les religieux consternés qui entouraient son lit de douleur, et répondait lui-même aux prières des agonisants. Il mourut au bout de quatre jours de maladie le 11 octobre 1787, âgé seulement de presque 35 ans, chargé au surplus de tous les honneurs, car il avait été protonotaire apostolique, grand vicaire du diocèse de Boulogne, chanoine de Haguenau, de Neuwiller, du Grand Chœur de Strasbourg, chevalier de l'ordre de Latran et enfin historiographe du Roi en Alsace. Ce dernier titre rappelle que Grandidier avait recueilli l'héritage de Schoepflin. Il est l'auteur de plusieurs ouvrages.

## Membre de sociétés savantes
- Académie des belles-lettres, sciences et arts de La Rochelle (membre correspondant)[4]
- Académie des sciences, belles-lettres et arts de Besançon et de Franche-Comté[4]
- Société Patriotique de Hesse-Hombourg pour l'encouragement des mœurs, des sciences et des arts (directeur perpétuel du Grand Comité pour la province d'Alsace)

## Œuvres
- Extrait de la 3e livraison des vues pittoresques renfermant l'histoire de la vallée de Lièpvre, Sainte-Marie-aux-Mines, 1807
- Histoire ecclésiastique, militaire, civile et littéraire de la province Alsace, t. 1, Strasbourg, à la librairie académique, 1787, 8-XXXVI-336-CCLXXXVI p. (lire en ligne), t. 2, CCXCVI p.
- Histoire de l'Église et des princes-évêques de Strasbourg, jusqu'à nos jours, 2 tomes, Strasbourg, 1776, Imprimerie Levrault t. 1 : Depuis l'établissement du christianisme en Alsace jusqu'à l'an 817 ; t. 2 : depuis l'an 817 jusqu'à l'an 965
- Notice sur la vie et les ouvrages d'Otfried, 1778
- Essais historiques et topographiques sur l'église cathédrale de Strasbourg, 1782
- Mémoire sur l'état ancien de Strasbourg, 1778
- Registrum episcopatus et diocesis Argentinensis anno M.DCC.LXXVIII. excerptum praecipue ex visitationibus episcopalibus...inchoat. Anno 1758. et finit. 1763
- Description historique et topographique de quelques villes et bourgs, ainsi que des principaux endroits de l'Alsace et autres lieux des pays voisins ayant fait partie du diocèse de Strasbourg
- Vues pittoresques de l'Alsace, gravures de Walter, Paris, 1785
- La Confrérie des ménétriers de l'Alsace
- Notice historique sur l'état ancien de Soultz, Strasbourg, 1817
- Mémoire pour servir à l'histoire des poètes du XIIIe siècle
- Anecdotes relatives à une ancienne confrairie de buveurs, établie sur les confins de la Lorraine et de l'Alsace ; extraites des essais historiques sur cette dernière province, 1864

Indépendamment de ses ouvrages, il était collaborateur de l'Art de vérifier les dates et de la Vie des saints publiée par Godescard de la Germania sacra, édité par Dom Gerbert, abbé de Saint-Blaise et l'auteur d'une série de monographies, de mémoires, etc. Ses œuvres posthumes ont été éditées par Liblin, Colmar, 1865-1868 en 6 volumes, gr.in-8° et par A.M.P. Ingold, Colmar, 1897-1900, 5 volumes gr.in-8°.

### Œuvres posthumes
À sa mort, Grandidier laisse un grand nombre de notes et d'ouvrages inachevés. Ils sont publiés au XIXe siècle en deux séries :
- Œuvres historiques inédites  (préf. Joseph Liblin), t. 1, Colmar, Revue d'Alsace, 1865, XIV-495 p. (lire en ligne), 1865, t. 2, 511 p., 1865, t. 3, 413 p., 1866, t. 4, VI-590 p., 1867, t. 5, III-578 p., 1868, t. 6, 475 p..
- Nouvelles œuvres inédites, 5 tomes, Colmar, 1897-1900 : Nouvelles œuvres inédites de Grandidier. Éloge, autobiographie. Bibliographie, voyages  (préf. Auguste-Marie-Pierre Ingold), t. 1, Paris, A. Picard & fils, 1897, XII-450 p. (lire en ligne)